# Parc Gulliver
El Parc Gulliver es troba al Jardí del Túria de València, concretament entre el pont de l'Àngel Custodi i el pont del Regne de València.
La seua principal atracció és una escultura monumental de Gulliver de 70 metres, a la qual es pot accedir a través de rampes, tobogans, escales, etcètera, i que representa el moment en què Gulliver acaba d'arribar al país de Liliput i va estar atacat pels seus habitants. La figura está realitzada en una escala tal que els visitants semblen els habitants de Liliput quan passegen sobre el cos del personatge creat per Jonathan Swift.
Va ser encarregat en 1990 per l'Ajuntament de València a l'arquitecte Rafael Rivera i a l'artista faller Manolo Martín, dissenyat per Sento Llobell.
El Parc es troba estratègicament ubicat a la ciutat de València, prop del Parotet, l'Escola Universitària de Magisteri Ausiàs March i les diverses construccions de l'arquitecte Santiago Calatrava que conformen la Ciutat de les Arts i les Ciències.